# وحدة استخبارات الإكونوميست
وحدة الاستخبارات الإيكونوميست (EIU) هو عمل مستقل ضمن مجموعة الإيكونوميست لتوفير خدمات الاستشارات من خلال البحث والتحليل، مثل التقارير الشهرية، التوقعات الاقتصادية البلاد لمدة خمس سنوات، وتقارير الخدمة لمخاطر البلد، والتقارير الصناعة.
توفر وحدة الاستخبارات الاقتصادية في البلاد، والصناعة، وتحليل الإدارة في جميع أنحاء العالم، ويتضمن السابقة للمؤسسة الأعمال الدولية، وهي شركة بريطانية حصلت عليها الشركة الأم في عام 1986. كما تنتج تقارير منتظمة عن «صلاحية العيش» وتكاليف المعيشة من المدن الرئيسية في العالم التي تحصل على تغطية واسعة في وسائل الإعلام الدولية. وحدة الاستخبارات الاقتصادية في الجودة من بين الحياة مؤشر هو تقرير أشار آخر.
العضو المنتدب الحالي هو روبين بيو، مدير التحرير السابق للشركة ورئيس الخبراء الاقتصاديين.